# Maaselänmäki
Maaselänmäki este o arie protejată (arie specială de conservare — SAC, sit de importanță comunitară — SCI) din Finlanda întinsă pe o suprafață de 1,3 ha, integral pe uscat.

## Localizare
Centrul sitului Maaselänmäki este situat la coordonatele 62°54′14″N 27°14′45″E / 62.9039°N 27.2458°E.

## Înființare
Situl Maaselänmäki a fost declarat sit de importanță comunitară în iunie 2005 pentru a proteja 1 specie de plante. Situl a fost protejat și ca arie specială de conservare în aprilie 2015.

## Biodiversitate
Situată în ecoregiunea boreală, aria protejată conține 3 habitate naturale: Pante stâncoase silicioase cu vegetație casmofită, Taiga vestică, Păduri fino-scandinave bogate în ierburi cu Picea abies.
La baza desemnării sitului se află o specie protejată de  plante: Herzogiella turfacea.